# Massif de la Chartreuse

Mapa Massif de la Chartreuse

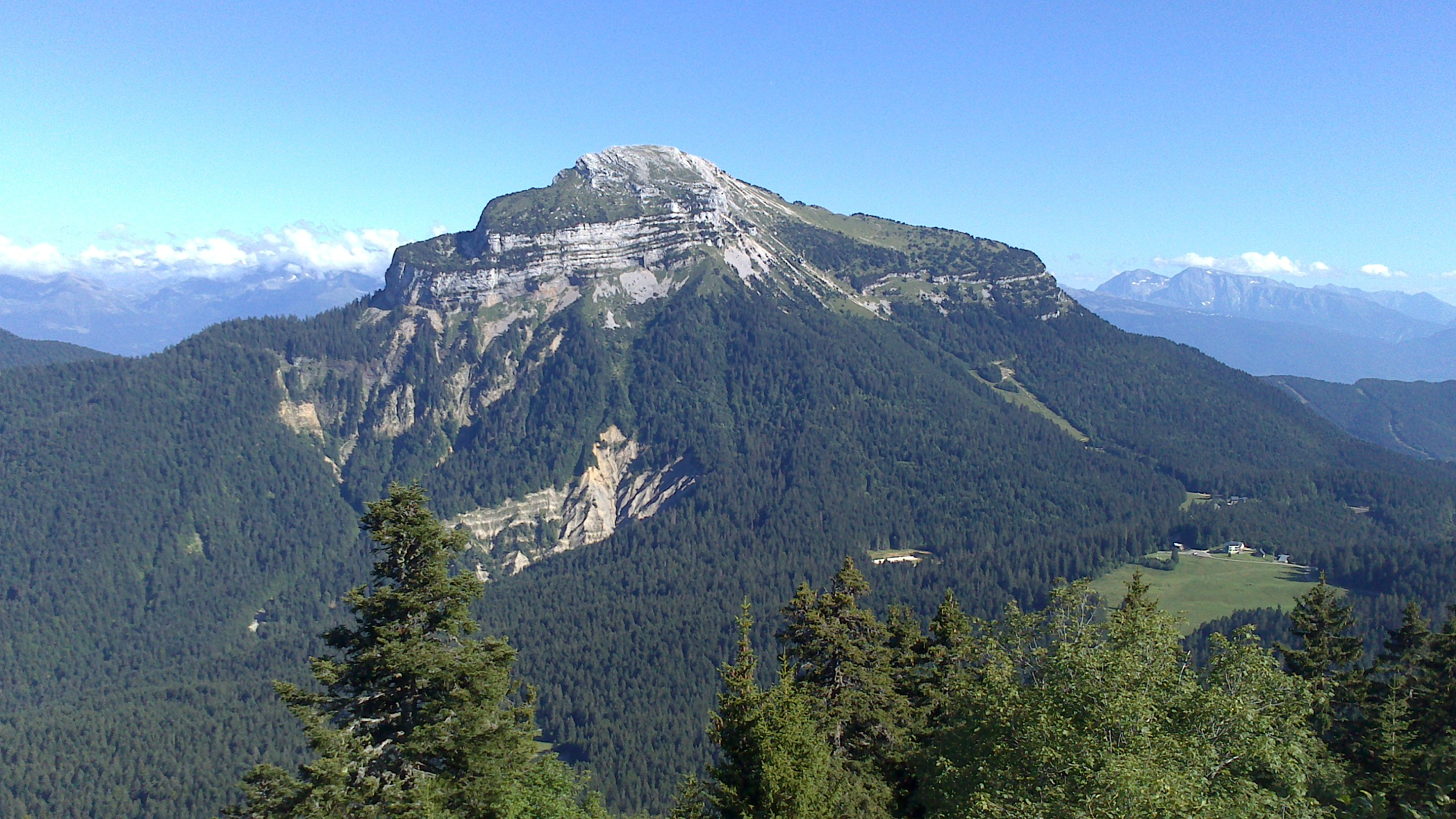
Chamechaude

Massif de la Chartreuse – grupa górska w Alpach Zachodnich. Leży we wschodniej Francji w regionie Rodan-Alpy. Jest częścią Préalpes de Savoie. Główne ośrodki rejonu to między innymi Entremont-le-Vieux, Saint-Pierre-de-Chartreuse, Sainte-Marie-du-Mont i Saint-Pierre-d’Entremont. Najwyższym szczytem jest Chamechaude, który osiąga wysokość 2082 m.
Najwyższe szczyty:
- Chamechaude (2082 m),
- Dent de Crolles (2062 m),
- Lances de Malissard (2045 m),
- Grand Som (2026 m),
- Dôme de Bellefont (1975 m),
- Granier (1933 m),
- Grande Sure (1920 m),
- Charmant Som (1867 m).